# Купищенська сільська рада
Купищенська сільська рада — колишня адміністративно-територіальна одиниця та орган місцевого самоврядування у Коростенському (Ушомирському) районі і Коростенській міській раді Коростенської і Волинської округ, Київської й Житомирської областей Української РСР та України з адміністративним центром у с. Купище.

## Населені пункти
Сільській раді підпорядковувались населені пункти:
- с. Купище
- с. Велень
- с. Жабче

## Населення
Кількість населення ради, станом на 1923 рік, становила 1 838 осіб, кількість дворів — 349.
Відповідно до результатів перепису населення СРСР, кількість населення ради, станом на 12 січня 1989 року, становила 1 382 особи.
Станом на 5 грудня 2001 року, відповідно до перепису населення України, кількість мешканців сільської ради становила 902 особи.

## Склад ради
Рада складалась з 12 депутатів та голови.

### Керівний склад сільської ради
| ПІБ                       | Основні відомості                                                        | Дата обрання | Дата звільнення |
| ------------------------- | ------------------------------------------------------------------------ | ------------ | --------------- |
| Вигівська Галина Іванівна | Сільський голова, 1960 року народження, освіта, позапартійна             | 26.03.2006   | 18.12.2008      |
| Глущенко Петро Петрович   | Сільський голова, 1977 року народження, освіта, член партії Єдиний Центр | 21.06.2009   | 31.10.2010      |
| Глущенко Петро Петрович   | Сільський голова, 1977 року народження, освіта вища, безпартійний        | 31.10.2010   |                 |

Примітка: таблиця складена за даними джерела

## Історія
Створена 1923 року в складі сіл Дорошичі, Купище та хутора Великий Ліс Іскоростської волості Коростенського повіту Волинської губернії. Станом на 17 грудня 1926 року в підпорядкуванні ради значилися хутори Бабське, Вергів, Дзебаки, Крута Річка, Поплавське, Талькова Гуща та Яблонівка. На 1 жовтня 1941 року значилася залізнична станція Клочки, хутори Бабське, Вергів, Дзебаки, Крута Річка, Поплавське, Талькова Гуща, Яблонівка не перебували на обліку населених пунктів.
Станом на 1 вересня 1946 року сільська рада входила до складу Коростенського району Житомирської області, на обліку в раді перебувало с. Купище, с. Дорошичі не перебуває на обліку населених пунктів.
2 вересня 1954 року, відповідно до рішення Житомирського облвиконкому № 1087 «Про перечислення населених пунктів в межах районів Житомирської області», до складу ради передано села Велень Вигівської сільської ради та Жабче Кожухівської сільської ради Коростенського району. 5 березня 1959 року, відповідно до рішення Житомирського облвиконкому № 161 «Про ліквідацію та зміну адміністративно-територіального поділу окремих сільських рад області», до складу ради приєднано села Видень, Давидки та Погоріле (згодом — Дружбівка) ліквідованої Давидківської сільської ради. 16 червня 1969 року, відповідно до рішення Житомирського ОВК № 282 «Про зміни в адміністративно-територіальному поділі деяких населених пунктів Коростенського і Чуднівського районів», села Видень, Давидки та Дружбівка підпорядковано відновленій Давидківській раді Коростенського району.
На 1 січня 1972 року сільська рада входила до складу Коростенського району Житомирської області, на обліку в раді перебували села Велень, Жабче та Купище.
Припинила існування 27 грудня 2016 року через об'єднання до складу Ушомирської сільської територіальної громади Коростенського району Житомирської області.
Входила до складу Коростенського (Ушомирського, 7.03.1923 р., 28.02.1940 р.) району Коростенської міської ради (1.06.1935 р.).